# Roberto Farias
Roberto Farias, född 27 mars 1932 i Nova Friburgo i delstaten Rio de Janeiro, död 14 maj 2018 i Rio de Janeiro, var en brasiliansk filmregissör, filmproducent och manusförfattare. Farias regisserade 27 filmer.

## Filmer som haft svensk premiär

### Regi
- Attack mot posttåget 1962[5]
- Framåt Brasilien! 1992[6]

### Klippning
- Älskling, inte nu! 1992[7]